# Найман (Ленинский район)
Найма́н (укр. Найман, крымскотат. Nayman, Найман) — исчезнувшее село в Ленинском районе Республики Крым, располагавшееся на юго-западе района, в балке Найманская, примерно в 7 км к юго-западу от современного села Яркое.

## История
Первое документальное упоминание села встречается в Камеральном Описании Крыма… 1784 года, судя по которому, в последний период Крымского ханства Нейман входил в Арабатский кадылык Кефинского каймаканства. Затем, видимо, вследствие эмиграции крымских татар в Турцию, последовавшую вслед за присоединением Крыма к России 8 февраля 1784 года, деревня опустела и на военно-топографической карте генерал-майора Мухина 1817 года деревня Найман обозначена разорённой. На картах 1836 и 1842 года Найман обозначен, как развалины. Безымянный хутор на месте бывшего села обозначен на трёхверстовой карте 1865—1876 года, в дальнейшем в доступных источниках не встречается.